# Sigmophoranema litorale
Sigmophoranema litorale är en rundmaskart som först beskrevs av Schulz 1938.  Sigmophoranema litorale ingår i släktet Sigmophoranema och familjen Desmodoridae. Inga underarter finns listade i Catalogue of Life.